# Neoalsomitra
Neoalsomitra é um género botânico pertencente à família Cucurbitaceae.

## Espécies
| - Neoalsomitra angustipetala - Neoalsomitra balansae - Neoalsomitra beccariana - Neoalsomitra capricornica - Neoalsomitra clavigera - Neoalsomitra integrifoliola - Neoalsomitra muelleri - Neoalsomitra philippinensis - Neoalsomitra plena - Neoalsomitra podagrica - Neoalsomitra pubescens - Neoalsomitra pubigera | - Neoalsomitra rotundifoliola - Neoalsomitra sarcophylla - Neoalsomitra schefferiana - Neoalsomitra schultzei - Neoalsomitra simplex - Neoalsomitra simplicifolia - Neoalsomitra stephensiana - Neoalsomitra suberosa - Neoalsomitra timorana - Neoalsomitra tonkinensis - Neoalsomitra trifoliolata |

1. ↑  «Neoalsomitra — World Flora Online». www.worldfloraonline.org. Consultado em 19 de agosto de 2020